# Katedra Notre Dame w Luksemburgu
Katedra Notre Dame w Luksemburgu (luks. Kathedral Notre-Dame, fr. Cathédrale Notre-Dame, niem. Kathedrale unserer lieben Frau) – rzymskokatolicka katedra w mieście Luksemburg. Pierwotnie kościół jezuicki, którego budowę zapoczątkowano w 1613. Miejsce pochówku władców Luksemburga.
Świątynia jest przykładem architektury późnogotyckiej, chociaż posiada również renesansowe elementy i ozdoby. W końcu XVIII wieku otrzymała cudowny obraz Maria Consolatrix Afflictorum, świętej patronki miasta i narodu.
Ok. 50 lat później świątynię konsekrowano jako kościół pw. Najświętszej Maryi Panny i w 1870 została podniesiona przez papieża Piusa IX do rangi katedry. Rozbudowano ją w latach 1935–1938.
5 kwietnia 1985, podczas prac renowacyjnych, spłonęła zachodnia wieża świątyni. Zniszczony został znajdujący się w niej karylion, przetrwał jedynie dzwon Christ König Bourbon. Odbudowę zakończono 17 października 1985.  7 czerwca 1986 poświęcono nowe dzwony wykonane w Karlsruhe, po raz pierwszy uruchomiono je 10 lipca 1986.
Na katedralnym cmentarzu znajduje się Narodowy Pomnik Oporu i Deportacji, którego centralną częścią jest brązowa statua wykonana przez XX-wiecznego luksemburskiego rzeźbiarza Luciena Wercolliera, znana jako „Więzień polityczny”.

## Pochówki
- Jan Luksemburski – król Czech
- Maria Adelajda – wielka księżna Luksemburga
- Maria Anna Portugalska – infantka Portugalii, wielka księżna Luksemburga
- Feliks Burbon-Parmeński – książę Luksemburga
- Szarlotta – wielka księżna Luksemburga
- Józefina Charlotta – wielka księżna Luksemburga
- Jan – wielki książę Luksemburga[6]

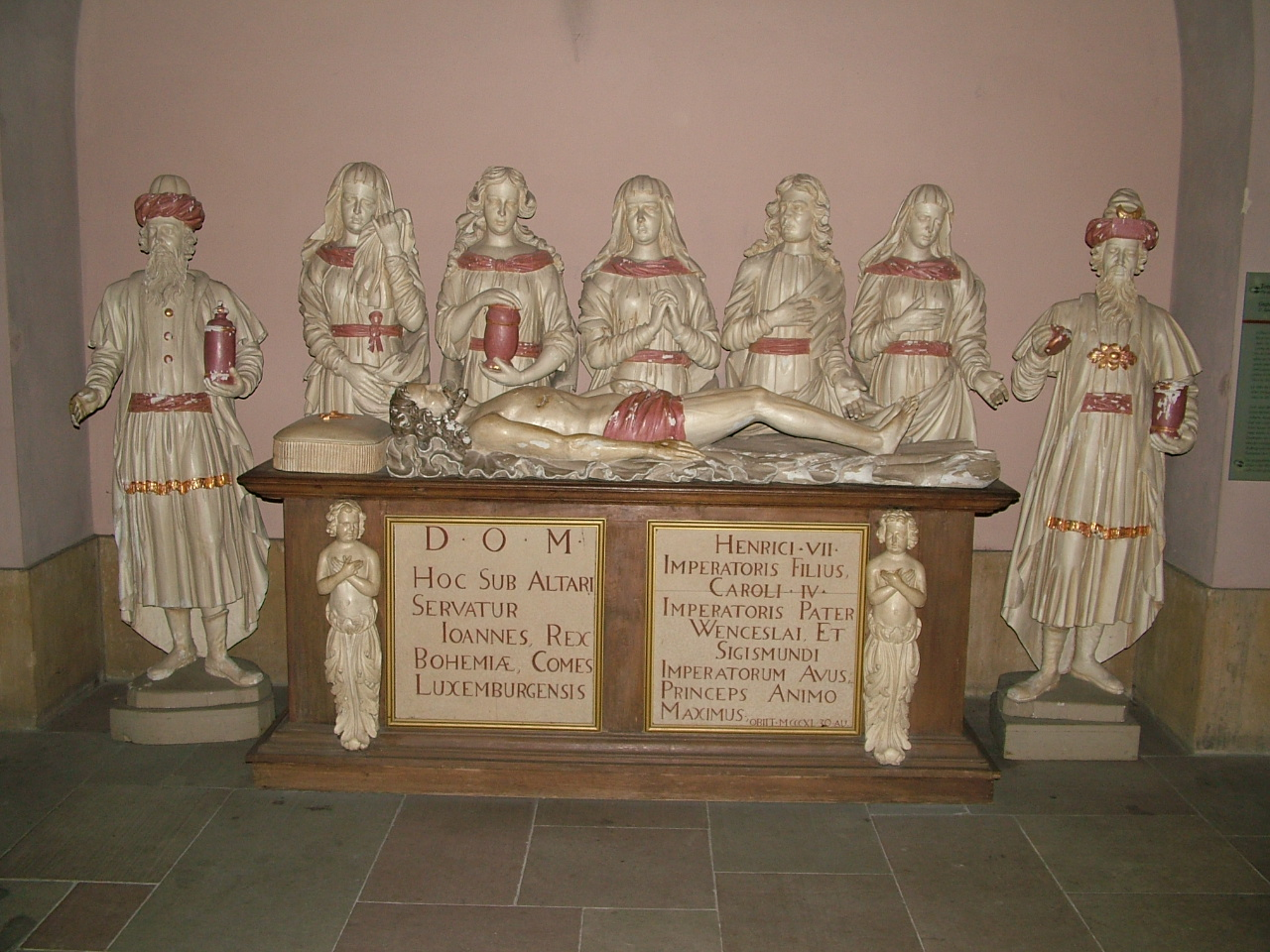
Sarkofag króla Czech Jana Luksemburskiego
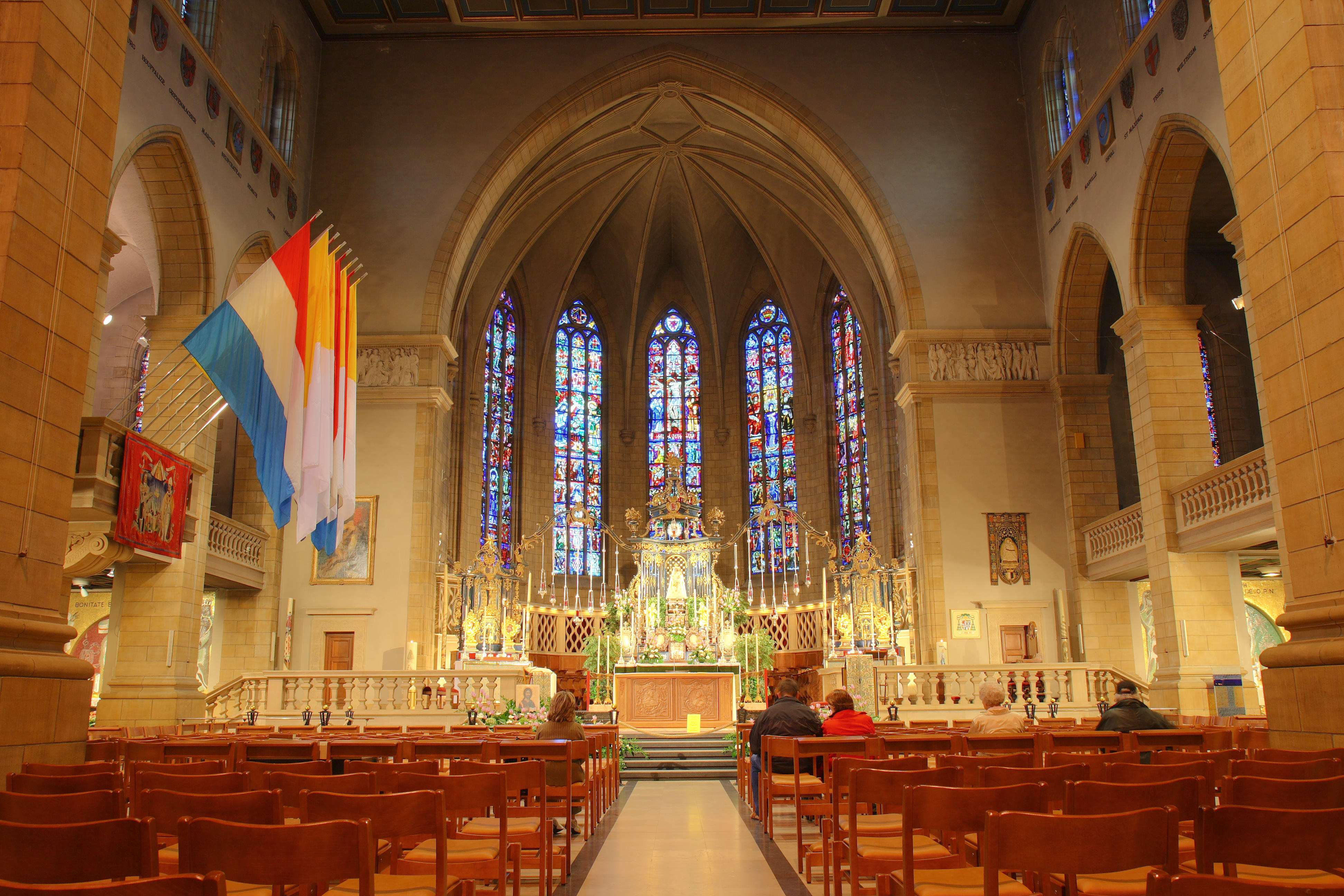
Wnętrze katedry